# 文烈王
文烈王（ぶんれつおう、または優、? - 紀元前761年）は、第15代箕子朝鮮王。王在位期間は、紀元前776年 - 紀元前761年。諡は文烈王。諱は優。王位は昌国王（睦）が継承。